# Desmiphora cayennensis
Desmiphora cayennensis là một loài bọ cánh cứng trong họ Cerambycidae.